# Burak Dilmen
Burak Dilmen (* 22. August 1963 in Bursa) ist ein ehemaliger türkischer Fußballspieler und heutiger -trainer.

## Sportliche Karriere

### Im Verein
Burak Dilmen begann in der Jugendmannschaft des FC Bayern München. Im Januar 1983 wechselte Dilmen in die Türkei zu Samsunspor. In der Saison 1984/85 gehörte Dilmen zu einem der acht Transfers von Jupp Derwall bei Galatasaray Istanbul.
Für Galatasaray spielte der Mittelfeldspieler ein Jahr lang und wurde türkischer Pokalsieger. Im September 1985 ging Dilmen zu Denizlispor. Nachdem Dilmen die Spielzeit 1985/86 bei Denizlispor beendet hatte, ging es für ihn weiter bei Altay İzmir. Mit Altay stieg nach der Spielzeit 1988/89 in die 2. Liga ab. In der Rückrunde der Saison 1990/91 wurde er İzmirspor ausgeliehen. Sein Vertrag mit Altay wurde am Ende der Saison nicht verlängert.
Burak Dilmen war die Saison 1991/92 vereinslos. Im Sommer 1992 unterschrieb er einen Einjahresvertrag bei Eyüpspor und beendete nach der Spielzeit 1993/94 bei İstanbulspor seine Karriere.

### In der Nationalmannschaft
Burak Dilmen spielte von 1984 bis 1985 für die türkische U-21-Nationalmannschaft.

## Trainerkarriere
Burak Dilmen ist seit der Saison 1999/2000 als Co-Trainer tätig. Aufgrund seiner vorhandenen Deutschkenntnisse assistiert er vor allem deutschsprachige Cheftrainer. Von 1999 bis 2003 war Dilmen unter Rüdiger Abramczik bei Antalyaspor und FC Kärnten Co-Trainer. Im Oktober 2004 wurde er von Galatasaray als Nachwuchskoordinator eingestellt.
Mit der Verpflichtung von Karl-Heinz Feldkamp bei Galatasaray wurde Dilmen erneut Co-Trainer. Bei Galatasaray unterstützte Dilmen nach Feldkamp, Michael Skibbe und Bülent Korkmaz. 2010 war er Co-Trainer von Ahmet Akcan bei Orduspor. Im Jahr 2011 war Dilmen von August bis Dezember erneut Co-Trainer von Michael Skibbe bei Eskişehirspor. Nach der Entlassung von Skibbe wurde Dilmen Co-Trainer von Vladimir Petković bei Samsunspor.
Sein bislang letztes Engagement war von Januar 2015 bis Juni 2016 bei Eskişehirspor. Dort war er Co-Trainer von Michael Skibbe, Samet Aybaba und İsmail Kartal.

## Erfolge
Galatasaray Istanbul
- Türkischer Fußballpokal: 1985